# Guaraniella
Genre
Guaraniella est un genre d'araignées aranéomorphes de la famille des Theridiidae.

## Distribution
Les espèces de ce genre se rencontrent au Paraguay et au Brésil.

## Liste des espèces
Selon World Spider Catalog (version 16.0, 19/04/2015) :
- Guaraniella bracata Baert, 1984
- Guaraniella mahnerti Baert, 1984

## Publication originale
- Baert, 1984 : Mysmenidae and Hadrotarsidae from the Neotropical Guaraní zoogeographical province (Paraguay and south Brasil) (Araneae). Revue Suisse De Zoologie, vol. 91, p. 603-616 (texte intégral).